# بانیرس دماریولا
بانیِرِس دِ ماریولا (به اسپانیایی: Banyeres de Mariola) دهستانی در استان آلیکانتهٔ اسپانیا است.
در این دهستان ۷٬۲۲۳ نفر زندگی می‌کنند. مساحت این دهستان ۵۰٫۴۹ کیلومتر مربع است.